# Saint-Cirgues-de-Prades

Saint-Cirgues-de-Prades este o comună în departamentul Ardèche din sud-estul Franței. În 1 ianuarie 2022 avea o populație de 140 de locuitori.